# Plus venimeux que le cobra
Pour plus de détails, voir Fiche technique et Distribution.
Plus venimeux que le cobra (L'uomo più velenoso del cobra) est un giallo hispano-italien réalisé par Bitto Albertini (crédité comme Albert J. Walkner), sorti en 1971.

## Synopsis
Tony Garden a fui les États-Unis voici quelques années après avoir contrarié quelques pontes de la mafia. Cependant, il revient à New York pour enquêter sur le meurtre de son frère, Johnny, abattu dans un stade de football par un tireur d’élite armé d’un fusil. Sa femme, Leslie, n'a pas été touchée. De retour en Amérique, Tony s'allie avec elle pour retrouver le tueur. Surveillé par divers personnes, le duo remonte une piste à un certain Mortimer. Mais ce dernier est à son tour égorgé par un mystérieux criminel qui s'attaque aussitôt à Leslie, sauvée in extremis par l'arrivée de Tony. Ce dernier découvre que son frère était impliqué dans une histoire de trafic de drogue avec Mortimer et un autre homme, George McGreves. Le duo décide de le rencontrer au Kenya, à Nairobi, où sont organisés de dangereux safaris...

## Fiche technique
- Titre original : L'uomo più velenoso del cobra
- Titre français : Plus venimeux que le cobra
- Réalisation : Bitto Albertini (crédité comme Albert J. Walkner)
- Scénario : Ernesto Gastaldi, Eduardo Manzanos Brochero et Luciano Martino
- Montage : Alberto Gallitti
- Musique : Stelvio Cipriani
- Photographie : Emilio Foriscot
- Société de production : Copercines, Cooperativa Cinematográfica, Devon Film, Tiki Film et Vogue Film
- Pays d'origine :  Italie /  Espagne
- Langue originale : italien
- Format : couleur
- Genre : giallo
- Durée : 86 minutes
- Dates de sortie : 
  -  Italie : 5 août 1971

## Distribution
- George Ardisson : Tony Garden
- Erika Blanc : Leslie Garden
- Alberto de Mendoza : George MacGreves
- Janine Reynaud : Clara
- Luciano Pigozzi : Louis Mortimer
- Luis Induni : Humphrey
- Fernando Hilbeck : Barry
- Aurora De Alba : l'amie de Leslie
- Fernando Hilbeck : le tueur
- Gilberto Galimberti : Maxie
- Fabián Conde
- Miguel Del Castillo
- Percy Hogan
- Gianni Pulone